# Litauische Badmintonmeisterschaft 2004
Die Litauische Badmintonmeisterschaft 2004 fand vom 31. Januar bis zum 1. Februar 2004 in Kaunas statt. Es war die 42. Austragung der nationalen Titelkämpfe von Litauen im Badminton.

## Medaillengewinner
| Disziplin    | Gold                                  | Silber                                | Bronze                                   |
| ------------ | ------------------------------------- | ------------------------------------- | ---------------------------------------- |
| Herreneinzel | Kęstutis Navickas                     | Donatas Narvilas                      | Klaudijus Kašinskis                      |
| Dameneinzel  | Ugnė Urbonaitė                        | Kristina Dovidaitytė                  | Akvilė Stapušaitytė                      |
| Herrendoppel | Kęstutis Navickas Klaudijus Kašinskis | Tomas Dovydaitis Donatas Narvilas     | Šarūnas Bilius Ramūnas Bilius            |
| Damendoppel  | Akvilė Stapušaitytė Ugnė Urbonaitė    | Juratė Prevelienė Ligita Žukauskaitė  | Neringa Undraitienė Kristina Dovidaitytė |
| Mixed        | Kęstutis Navickas Ugnė Urbonaitė      | Donatas Narvilas Kristina Dovidaitytė | Arūnas Petkevičius Ligita Žukauskaitė    |